# Roger Clayton Reynolds
Roger Clayton Reynolds, britanski general, * 1895, † 1983.